# Forza Horizon 2
Forza Horizon 2 — відеогра жанру автосимулятора з відкритим світом, яка була розроблена компаніями Playground Games та Sumo Digital спільно з Turn 10 Studios ексклюзивно для гральних консолей Xbox 360 і Xbox One. Вона стала сиквелом до гри Forza Horizon яка вийшла 2012 року та сьомою частиною серії Forza. Версія гри для Xbox One була розроблена Playground Games відповідала за приквел Forza Horizon, в той час, як Sumo Digital розробила версію для Xbox 360, з розробником серії Forza Motorsport - Turn 10 Studios, що підтримують обидві версії.